# 吉棠
吉棠（1480年—1547年），字師召，号练溪，直隸丹陽縣人。明朝政治人物。

## 生平
弘治十七年（1504年）甲子科應天府鄉試舉人，正德九年（1514年）甲戌科三甲進士。授桐庐县知县，调任金华县，十四年十一月选授广东道試监察御史，十五年五月實授。嘉靖三年（1524年）四月復除河南道御史，四年巡按陕西，七年（1528年）由監察御史陞任江西南昌府知府。历任庆远府、衡州府知府，十三年十月升福建按察司副使、巡海道。卒年六十八。著作有《练溪集》二卷、《练溪诗草》四卷。

## 家族
曾祖吉倫。祖父吉鵬。父吉潤。
吉棠娶许氏，生一子：汝完；一女，适固村吴存仁。继娶庄氏，生三子：汝宿、汝宣、汝宾。